# Metasulenus unicolor
Metasulenus unicolor là một loài bọ cánh cứng trong họ Cerambycidae.